# Барбарський корабель
Барбарський корабель (варварійський, берберійський) — однопалубний корабель XVI—XVII ст. Такі кораблі плавали біля берегів Північної Африки (Туніс, Триполі, Алжир). Це були кораблі північноафриканських корсарів, які діяли в рамках Турецької імперії в акваторії Середземного і Чорного морів.
Берберські пірати, або берберійські пірати — мусульманські пірати і капери, що орудували в районі Північної Африки, починаючи з часів арабських завоювань і до середини XIX століття.
Берберські пірати влаштовували рейди на прибережні міста Європи з метою захопити в полон християнських рабів і продати їх на невільничому ринку в Алжирі чи Марокко. Для перевезення захоплених бранців вони використовували спеціальні кораблі з глибокими трюмами.
У кінці XVI століття майже дві третини корсарських капітанів Алжиру складали італійці, ірландці, шотландці, французи, данці і вихідці з інших європейських країн. У турецькому флоті XVII століття було багато європейських офіцерів, що служили раніше на венеціанських, французьких чи іспанських флотах.
Російський аналог мав 2 щогли з прямими та 1 щоглу з косими вітрилами. Довжина 32-36 м, ширина 7-10 м; озброєння 34-44 гармати. Всього в Росії було закладено 14 «барбарських» кораблів, причому 8 з них планувалося побудувати двопалубними 44-гарматними, а 4 — з однією відкритою батареєю з 36 гарматами.
У ході будівництва озброєння деяких з них було збільшено. Після здачі цих кораблів морякам барбарські кораблі вже не згадувалися як барбарські, називали їх просто кораблями.